# Effectif des équipes au Championnat d'Europe de football 1968
Cette page contient la liste de toutes les équipes et de leurs joueurs ayant participé au Championnat d'Europe de football 1968. Les âges et le nombre de sélections des footballeurs sont ceux au début de la compétition.

## Effectifs des participants

### Angleterre
Sélectionneur : Alf Ramsey
| No. | Pos.      | Joueur         | Date de naissance et âge | Sélec. | Club              |
| --- | --------- | -------------- | ------------------------ | ------ | ----------------- |
| 1   | Gardien   | Gordon Banks   | 30 décembre 1937         | 43     | Stoke City        |
| 2   | Défenseur | Keith Newton   | 23 juin 1941             | 9      | Blackburn Rovers  |
| 3   | Défenseur | Ray Wilson     | 17 décembre 1934         | 61     | Everton           |
| 4   | Milieu    | Alan Mullery   | 23 novembre 1941         | 10     | Tottenham Hotspur |
| 5   | Défenseur | Brian Labone   | 23 janvier 1940          | 9      | Everton           |
| 6   | Défenseur | Bobby Moore    | 12 avril 1941            | 61     | West Ham United   |
| 7   | Milieu    | Alan Ball      | 12 mai 1945              | 26     | Everton FC        |
| 8   | Attaquant | Roger Hunt     | 20 juillet 1938          | 30     | Liverpool FC      |
| 9   | Milieu    | Bobby Charlton | 11 octobre 1937          | 85     | Manchester United |
| 10  | Attaquant | Geoff Hurst    | 8 décembre 1941          | 20     | West Ham United   |
| 11  | Milieu    | Martin Peters  | 8 novembre 1943          | 19     | West Ham United   |
| 12  | Gardien   | Alex Stepney   | 18 septembre 1942        | 1      | Manchester United |
| 13  | Gardien   | Gordon West    | 24 avril 1943            | 0      | Everton FC        |
| 14  | Milieu    | Cyril Knowles  | 13 juillet 1944          | 4      | Tottenham Hotspur |
| 15  | Défenseur | Jack Charlton  | 8 mai 1935               | 28     | Leeds United      |
| 16  | Défenseur | Tommy Wright   | 21 octobre 1944          | 0      | Everton           |
| 17  | Milieu    | Nobby Stiles   | 18 mai 1942              | 24     | Manchester United |
| 18  | Attaquant | Mike Summerbee | 15 décembre 1942         | 3      | Manchester City   |
| 19  | Défenseur | Norman Hunter  | 29 octobre 1943          | 8      | Leeds United      |
| 20  | Milieu    | Colin Bell     | 26 février 1946          | 2      | Manchester City   |
| 21  | Attaquant | Jimmy Greaves  | 20 février 1940          | 57     | Tottenham Hotspur |
| 22  | Attaquant | Peter Thompson | 27 novembre 1942         | 14     | Liverpool         |

### Italie
Sélectionneur : Ferruccio Valcareggi
| No. | Pos.      | Joueur               | Date de naissance et âge | Sélec. | Club           |
| --- | --------- | -------------------- | ------------------------ | ------ | -------------- |
| 1   | Gardien   | Enrico Albertosi     | 2 novembre 1939          | 18     | Fiorentina     |
| 2   | Attaquant | Pietro Anastasi      | 7 avril 1948             | 0      | AS Varèse      |
| 3   | Défenseur | Angelo Anquilletti   | 25 avril 1943            | 0      | AC Milan       |
| 4   | Défenseur | Giancarlo Bercellino | 9 octobre 1941           | 5      | Juventus       |
| 5   | Défenseur | Tarcisio Burgnich    | 25 avril 1939            | 21     | Inter de Milan |
| 6   | Attaquant | Giacomo Bulgarelli   | 24 octobre 1940          | 29     | Bologne        |
| 7   | Défenseur | Ernesto Castano      | 2 mai 1939               | 2      | Juventus       |
| 8   | Milieu    | Giancarlo De Sisti   | 13 mars 1943             | 2      | Fiorentina     |
| 9   | Attaquant | Angelo Domenghini    | 25 août 1941             | 12     | Inter de Milan |
| 10  | Défenseur | Giacinto Facchetti   | 18 juillet 1942          | 34     | Inter de Milan |
| 11  | Milieu    | Giorgio Ferrini      | 18 août 1939             | 5      | Torino         |
| 12  | Milieu    | Aristide Guarneri    | 7 mars 1938              | 19     | Bologne        |
| 13  | Milieu    | Antonio Juliano      | 1er janvier 1943         | 10     | Naples         |
| 14  | Milieu    | Giovanni Lodetti     | 10 août 1942             | 16     | AC Milan       |
| 15  | Attaquant | Sandro Mazzola       | 8 novembre 1942          | 29     | Inter de Milan |
| 16  | Attaquant | Pierino Prati        | 13 décembre 1946         | 2      | AC Milan       |
| 17  | Attaquant | Luigi Riva           | 7 novembre 1944          | 6      | Cagliari       |
| 18  | Milieu    | Gianni Rivera        | 18 août 1943             | 31     | AC Milan       |
| 19  | Défenseur | Roberto Rosato       | 18 août 1943             | 15     | AC Milan       |
| 20  | Défenseur | Sandro Salvadore     | 29 novembre 1939         | 29     | Juventus       |
| 21  | Gardien   | Lido Vieri           | 16 juillet 1939          | 4      | Torino         |
| 22  | Gardien   | Dino Zoff            | 28 février 1942          | 1      | Naples         |

### Union soviétique
Sélectionneur : Mikhail Yakushin
| No. | Pos.      | Joueur                | Date de naissance et âge | Sélec. | Club            |
| --- | --------- | --------------------- | ------------------------ | ------ | --------------- |
| 1   | Gardien   | Yuri Pshenichnikov    | 2 juin 1940              | 15     | CSKA Moscou     |
| 2   | Milieu    | Viktor Anichkin       | 8 décembre 1941          | 20     | Dynamo Moscou   |
| 3   | Défenseur | Valentin Afonine      | 22 décembre 1939         | 32     | SKA Rostov      |
| 4   | Attaquant | Anatoliy Banishevskiy | 23 février 1946          | 38     | Neftchi Baku    |
| 5   | Attaquant | Anatoli Bychovets     | 23 avril 1946            | 16     | Dynamo Kiev     |
| 6   | Milieu    | Valeri Voronine       | 17 juillet 1939          | 66     | Torpedo Moscou  |
| 7   | Attaquant | Gennady Yevriuzhikin  | 4 juillet 1944           | 7      | Dynamo Moscou   |
| 8   | Défenseur | Yuri Istomin          | 3 juillet 1944           | 9      | CSKA Moscou     |
| 9   | Gardien   | Anzor Kavazashvili    | 19 juillet 1940          | 20     | Torpedo Moscou  |
| 10  | Défenseur | Vladimir Kaplichny    | 26 mai 1944              | 7      | CSKA Moscou     |
| 11  | Attaquant | Eduard Malofeyev      | 2 juin 1942              | 28     | Dynamo Minsk    |
| 12  | Milieu    | Vladimir Muntyan      | 14 septembre 1946        | 0      | Dynamo Kiev     |
| 13  | Attaquant | Givi Nodia            | 2 janvier 1948           | 2      | Dinamo Tbilissi |
| 14  | Gardien   | Evgueni Roudakov      | 2 janvier 1942           | 1      | Dynamo Kiev     |
| 15  | Défenseur | Volodymyr Levchenko   | 18 février 1944          | 2      | Dynamo Kiev     |
| 16  | Milieu    | Mourtaz Khourtsilava  | 5 janvier 1943           | 30     | Dinamo Tbilissi |
| 17  | Milieu    | Igor Tchislenko       | 4 janvier 1939           | 53     | Dynamo Moscou   |
| 18  | Défenseur | Albert Chesternev     | 20 juin 1941             | 59     | CSKA Moscou     |
| 19  | Milieu    | Aleksandr Lenev       | 25 septembre 1944        | 6      | Torpedo Moscou  |
| 20  | Milieu    | Kakhi Asatiani        | 1er janvier 1947         | 2      | Dinamo Tbilissi |
| 21  | Défenseur | Gennady Logofet       | 15 février 1942          | 9      | Spartak Moscou  |
| 22  | Attaquant | Nikolai Smolnikov     | 10 mars 1949             | 3      | Neftchi Baku    |

### Yougoslavie
Sélectionneur : Rajko Mitić
| No. | Pos.      | Joueur              | Date de naissance et âge | Sélec. | Club                     |
| --- | --------- | ------------------- | ------------------------ | ------ | ------------------------ |
| 1   | Gardien   | Ilija Pantelić      | 2 août 1942              | 15     | Vojvodina Novi Sad       |
| 2   | Défenseur | Mirsad Fazlagić     | 4 avril 1943             | 16     | FK Sarajevo              |
| 3   | Défenseur | Milan Damjanović    | 15 octobre 1943          | 3      | Partizan Belgrade        |
| 4   | Milieu    | Borivoje Đorđević   | 2 août 1948              | 3      | Partizan Belgrade        |
| 5   | Défenseur | Blagoje Paunović    | 4 juin 1947              | 3      | Partizan Belgrade        |
| 6   | Défenseur | Dragan Holcer       | 19 janvier 1945          | 13     | Hajduk Split             |
| 7   | Milieu    | Ilija Petković      | 22 septembre 1945        | 1      | OFK Belgrade             |
| 8   | Milieu    | Ivica Osim          | 6 mai 1941               | 12     | Željezničar Sarajevo     |
| 9   | Attaquant | Vahidin Musemić     | 29 octobre 1946          | 3      | FK Sarajevo              |
| 10  | Milieu    | Rudolf Belin        | 4 novembre 1942          | 20     | Dinamo Zagreb            |
| 11  | Attaquant | Dragan Džajić       | 30 mai 1946              | 25     | Étoile rouge de Belgrade |
| 12  | Gardien   | Radomir Vukčević    | 15 septembre 1944        | 2      | Hajduk Split             |
| 13  | Gardien   | Ratomir Dujković    | 24 février 1946          | 0      | Étoile rouge de Belgrade |
| 14  | Défenseur | Rajko Aleksić       | 19 février 1947          | 0      | Vojvodina Novi Sad       |
| 15  | Milieu    | Miroslav Pavlović   | 23 octobre 1942          | 0      | Étoile rouge de Belgrade |
| 16  | Milieu    | Jovan Aćimović      | 21 juin 1948             | 0      | Étoile rouge de Belgrade |
| 17  | Défenseur | Mladen Ramljak      | 1er juillet 1945         | 5      | Dinamo Zagreb            |
| 18  | Défenseur | Ljubomir Mihajlović | 4 septembre 1943         | 6      | Partizan Belgrade        |
| 19  | Milieu    | Ivica Brzić         | 28 mai 1941              | 0      | Vojvodina Novi Sad       |
| 20  | Attaquant | Boško Antić         | 7 janvier 1945           | 0      | FK Sarajevo              |
| 21  | Milieu    | Dobrivoje Trivić    | 26 octobre 1943          | 5      | Vojvodina Novi Sad       |
| 22  | Attaquant | Idriz Hošić         | 17 février 1944          | 1      | Partizan Belgrade        |